# دن گیرلیانو
دن گیرلیانو (انگلیسی: Dan Gîrleanu؛ زادهٔ ۲ ژوئن ۱۹۵۴) بازیکن بازنشسته والیبال اهل رومانی است. دن به عنوان یکی از بازیکن های تیم ملی والیبال رومانی که موفق به کسب مدال برنز در بازی های المپیک ۱۹۸۰ تابستان شد. وی در حال حاضر به عنوان مدرس ورزشی در دانشگاه ها در حال فعالیت است.